# Eadweard Muybridge
Eadweard Muybridge (Kingston upon Thames, Engeland, 9 april 1830 – aldaar, 8 mei 1904) was een naar de VS uitgeweken Brits fotograaf.
Muybridge kreeg van Leland Stanford, oud-gouverneur van Californië, de opdracht om via fotografie te achterhalen of een paard in galop helemaal loskomt van de grond. Via een ingewikkelde proefopstelling met twaalf snelle fototoestellen en een paard genaamd Sallie Gardner vond hij in 1879 het antwoord: ja! Bovendien bleek hoe een galopperend paard precies beweegt, anders dan tot dan toe op schilderijen was afgebeeld. 
Met een eigen uitvinding, de zoöpraxiscoop probeerde Muybridge nu de nageschilderde foto's te projecteren. Ook werkte hij aan een project getiteld Animal Locomotion waarin hij de bewegingen van een hele reeks dieren via foto's kon analyseren. In The Human Figure in Motion legde hij bewegingen van mensen door middel van reeksen kleine foto's vast in allerlei posities. 
Muybridge was de eerste die foto's maakte waarbij de belichtingstijd maar een fractie van een seconde duurde. Tot dan toe was de belichtingstijd niet korter dan een paar seconden. Zo kon hij dus onbewogen foto's maken van het paard. Hij was ook de eerste die een mechanische snelwerkende sluiter gebruikte.
Tijdens zijn onderzoek voor de gouverneur van Californië vermoordde Muybridge de minnaar van zijn vrouw. Dankzij de juiste relaties verbleef hij slechts kort in de gevangenis en kon hij zijn onderzoekswerk snel hervatten.

## Werk in openbare collecties (selectie)

Animatie van Muybridge-serie: paard in galop

- Rijksmuseum Amsterdam[1]

## Externe bron
- 3D-bulletin, ISSN 1382-0974, nummer 217

- Art Gallery of South Australia: 9951
- Bibsys: 90274912
- Biblioteca Nacional de Chile: 000045786
- Bibliothèque nationale de France: cb12306392q (data)
- CiNii: DA02092702
- Digitale Bibliotheek voor de Nederlandse Letteren: muyb001
- Stuttgart Database of Scientific Illustrators 1450–1950: 953
- Gemeinsame Normdatei: 118735438
- International Standard Name Identifier: 0000 0001 2117 9845
- KulturNav: fb3fef45-9626-40c4-8208-c799f3635483
- Library of Congress Control Number: n79075151
- Nationale Bibliotheek van Letland: 000212840
- MusicBrainz: 552c6099-7b8c-4a70-850a-3e558e4d048f
- National Archives and Records Administration: 10582473
- Bibliotheek van het Japanse parlement: 00769704
- National Gallery of Victoria: 2268
- Nationale Bibliotheek van Tsjechië: jx20090907021
- Nationale bibliotheek van Australië: 35371070
- Nationale Bibliotheek van Israël: 987007507799305171
- Nationale Bibliotheek van Polen: a0000002682391
- Nationale en Universitaire bibliotheek Zagreb: 000284196
- Nederlandse Thesaurus van Auteursnamen: 069415609
- PIC: 1930
- Réseau des bibliothèques de Suisse occidentale: 02-A003621376
- RKD-Nederlands Instituut voor Kunstgeschiedenis: 238368
- SNAC: w6ns0w9f
- Système universitaire de documentation: 031940919
- Museum of New Zealand Te Papa Tongarewa: 6565
- Trove: 929026
- Union List of Artist Names: 500115207
- Virtual International Authority File: 2538199
- WorldCat: E39PBJpYyHtQJ3yrTfWdvdGmBP